# أزتونك
أزتونك (بالبلغارية: Източник)‏ قرية تقع إدارياً ضمن بلدية غابروفو ‏ في بلغاريا. ويبلغ عدد سكانها 20 نسمة حسب تعداد 15 مارس 2015. تعتمد أزتونك للبريد على الرمز البريدي 5335.